# シーポール級潜水艇
シーポール(Hai Ji,または海极)級潜水艇は世界の海洋底の99.8%である水深7000m未満の海域まで潜れる中国の深海探査艇である。計画では2隻が建造され研究用と軍用の両方に使用される予定である。

## 設計
シーポール級潜水艇はCSICの第702研究所で設計された。
設計主任は同様に中国の他の多くの潜水艇や遠隔操作無人探査機を設計した上海交通大学の船舶与海洋工程学院の教授の徐芑南である。第一副設計者は崔維成と前任の朱維慶で3人は全員中国科学院のメンバーである。
最大運用深度において様々な用途に対応できるように2本の7自由度のマニピュレーターを左右に備え、110 kWh (110 V, 800Ah)の容量の酸化銀亜鉛蓄電池から電力が供給される。シーポールはいくつかの通信手段を持っているが伝送容量はボトルネックとなっており、通常のインターネットの伝送容量が100Mbpsであるのに対して僅か80kbpsである。その結果カラー画像の伝送におよそ30秒かかる。
耐圧殻はチタン合金製で熱処理されて機械で整形された二つの半球をTIG溶接で接合する事によってできた。厚みは76 – 78 mmで完成時の直径の偏差は±4mmで0.4%未満でほぼ真球に近い。耐圧殻の加圧試験は試験設備を保有するロシアで実施され、通常の潜水深度である7000mよりも10%深い7700mに相当する圧力が加えられ、続けて7000mかそれ以上の圧力が1時間以上加えられ、水深0mから7000mまでの降下と浮上を再現した試験が行われ、6回繰り返された。この試験では不具合は報告されておらず合格した。
シーポール級潜水艇の全ての観測窓は円錐状になっている。観測窓の最大直径は前に備えられた20cmでこの中央の観測窓はロシアのミールと同じ形式である。2個の小さい側面の観測窓の直径は12cmで他の潜水艇よりも前寄りにある。この配置の有利な点はパイロットでも科学者のどちらでも前の観測窓から観測しながら同時に操縦できる点である。しかしながら左右の視界は限られている。神舟6号宇宙船の生命維持装置を基にした2台の生命維持装置が搭載されていて、さらに安全性向上の為に2台の酸素発生装置が生命維持装置とは独立して搭載されている。シーポール級は後部が先細りになる涙滴型で尾翼が4枚X形に配置されている。主推進装置はロシアのミールの設計を取り入れたものである。4基の主推進装置は4枚のひれの間に設置されている。1台の水平推進器は船首上に設置されていて、垂直/水平の調整と補助推進は船体の側面の2基の推進器で行う。水平方向の平行移動は船首上の水平推進器と左右の補助推進器を組み合わせて使用し、垂直方向の動作は船首横の推進器と上部と底部の推進器を使用する。

## シーポール 1
シーポール 1 (Hai Ji Yi Hao, 海极一号)またはシーポール #1は最初のシーポール級潜水艇である。設計は中国の工業水準が仕様を十分に満足し得るものではなかったのでチタン製の耐圧殻はロシアで製造され、マニピュレーターはアメリカで製造され浮力装置はイギリスで製造された。シーポール1は2008年10月から試験を始め、報告によると2009年に就役した。試験は研究船として改造された母船である大洋一号と共に実施された。シーポール級は1名の運用者と2名の科学者を運ぶように設計されたが中国の機関はシーポール1の試験と評価では3人の運用者で科学者を乗せずに行うと発表した。単価は約18000万元または$25百万ドルである。

## シーポール 2
シーポール 2 (Hai Ji Er Hao, 海极二号)またはシーポール #2,は2番目のシーポール潜水艇でおそらくこのクラス最後の潜水艇である。非公式資料によると外国の製造会社との間のシーポール1の商談には技術移転が含まれることが提案され、シーポール2の主要な部材は中国の製造業者が技術移転により取得した技術で製造するとされたがそのような公式発表は確認されていない。シーポール2での最も重要な改良は光ファイバーの採用により、通信容量を大幅に拡大した事である。シーポール1での試験の経験を基にして専用の母船の建造の必要性が認識された事により大洋二号が建造された。

## 仕様
シーポール2の仕様はまだ公開されていないがシーポール1と大差ないと予想される。シーポール1の仕様を以下に示す。
- 全長: 8.2m
- 全幅: 3.0m
- 全高: 3.4m
- 耐圧殻の内径: 2.1m
- 体積: 空気中24㌧
- 積載量: 220 kg
- 最大速度: 2.5 kt
- 巡航速度: 1 kt
- 運用中止悪天候時:海面状態 4
- 乗員: 3
- 運用時間: 12 hr
- 最大運用深度: 7,000m
- 非逸脱深度: 7,100m
- 圧壊深度: 7,700m
- 生命維持: 3 x 12時間

## 蛟竜級潜水艇
蛟竜(Jiao Long, 蛟龙)級潜水艇はシーポール級を基に開発されたが中国政府は独自の設計であると主張している。設計はCSISの第702研究所で設計され、ドラゴン級潜水艇は前の機種よりもやや小さく全長は8mでシーポール級の8.2mよりも短い。他の外観上の違いは支持そりである。蛟竜級が両側にそりがあったのに対して大きなそりが1つである。蛟竜級の支持そりは2基の小さいそりがそれぞれ両側にあり全部で4基ある。蛟竜級の推進装置は同様にシーポール級とは異なる:船尾の推進器はそのままであるが、シーポール級の側面の小型の推進器は蛟竜級でははるかに大型の2組の推進器に置き換えられた。さらにこれらの2機の大型の推進器は現在のシーポール級にはないフレームで守られている。他の寸法や性能は同じである。
蛟竜号(Jiaolong)は3人乗りで、2012年6月24日には7,020mに到達した。2011年7月の試験潜航時(5,000mへの挑戦)の写真は以下を参照
。

## ハーモニー級潜水艇
ハーモニー(He Xie 和谐)級潜水艇は原型のシーポール級を基に開発された機種で蛟竜級潜水艇に酷似している。蛟竜級とハーモニー級の外観上の主要な違いはサーチライトの数でシーポール級と蛟竜級は共に左舷と右舷にそれぞれ3台設置されておりハーモニー級はそれぞれ4台ずつでシーポール級と蛟竜級は観測窓の上に4基あり、ハーモニー級は5基ある。

## 配備
シーポール級潜水艇は現在、これらの潜水艇を扱う能力を有する中国の研究船向阳红9号に配備された。それぞれの潜水艇が母船を持つのであれば更に建造、若しくは改造の必要がある。中国の科学研究の確立の為には専用の母船の建造が求められているので大洋2号が指定された。しかし、2009年3月の第702研究所の総合技術者である颜开へのインタビューでは予算が不十分で計画は大幅に停滞して後続の潜水艇の作業は延期していると判明した。一方、1隻目は2009年9月20日に18回の試験潜水後、300mの潜水試験を完了した。2009年10月初頭試験潜水で水深1109mに達した。2010年5月31日に開始し、2010年7月18日に完了したは3000m潜水試験では7月9日に水深3757mに達した。更なる試験には予算が必要である。予算が十分であれば計画された全ての潜水艇を運用できるが現時点では1隻のみ運用中で2隻目は輸送中で3隻目は整備中で4隻目は訓練に使用される。
2012年6月15日に、蛟竜級潜水艇「蛟竜号」は水深6,671mに到達し、1989年に6,527mを達成した日本のしんかい6500の記録を抜いた。6月24日には7,020mに到達した。